# Jerry Velázquez
Gerardo de Jesús Velázquez Molina (Mérida, Yucatán; 30 de marzo de 1990) más conocido como Jerry Velázquez, es un actor, artista de doblaje y cantante mexicano. Es conocido por ser parte del elenco de Backdoor así como de la "familia disfuncional" de Me caigo de risa y por sus participaciones en Las Bravas FC de HBO Max, Cuando toca la campana y Violetta de Disney Channel y la serie LGBT Con Lugar. Ganó el Premio Metropolitano por su actuación en el musical Casi Normales y dio voz a Aladdín en el doblaje hispanoamericano de la película de mismo nombre de 2019.

## Carrera
Comenzó su carrera en 2007 cuando participó en High School Musical: la selección, concurso de talentos de TV Azteca y Disney del cual fue finalista. Durante el 2008 y el 2009 fue parte de la gira nacional de High School Musical: El Desafío y de manera paralela, inició su carrera en el doblaje. En el 2010 hizo su primera participación en un musical profesional, Hairspray. Ese mismo año fue anunciado como parte del elenco del musical La Línea del Coro, pero las grabaciones en Brasil de su primera serie (Cuando toca la campana de Disney Channel) le impidieron participar. En 2012 volvería a dar vida a "DJ" en la segunda temporada de la serie así como en la del gran éxito de Disney, Violetta.
Entre 2013 y 2017 se dedicó casi por completo al teatro, haciendo una pausa importante en su carrera televisiva. Participó en espectáculos como Si Nos Dejan, Rent, Los Locos Addams, Annie, Caleidoscopio en Tango, Ópera Prima Rock, Vaselina, Bule Bule, Tenis, Eres Bueno Charlie Brown, Como Quieras Perro Ámame y Mi Hijo Solo Camina un Poco Más Lento. Fue en este lapso en el que se unió al grupo a capela Los Saviñón, con quienes grabó cinco EPs y diversas colaboraciones con artistas como Julieta Venegas, Kalimba, Susana Zabaleta, Alessandra Rosaldo y Playa Limbo.
En 2017 grabó la serie web Con lugar, que marcó su regreso como actor a los medios audiovisuales, y Caer en tentación de Televisa. En 2018 filmó su primera película, aún por estrenarse, y volvió al teatro con Vaselina.
En 2019 su participación en la obra Casi normales lo hizo ganador del Premio Metropolitano de Teatro como "Mejor actor de reparto en un musical". Tras años de consolidar poco a poco una carrera en el doblaje como actor e intérprete en series como Más Allá Del Jardín, Dragon Ball Z Kai, Los Caballeros del Zodiaco, Phineas y Ferb y Pokémon, e interpretó al protagonista titular en Aladdín. En televisión, fue elegido como parte del elenco de Backdoor de Comedy Central, que grabó su segunda temporada en el 2020 y continúa produciendo sketches de manera regular. 
En 2021 se integró al elenco de la sexta temporada de Me Caigo de Risa de Televisa, participó en la primera temporada de Las Bravas FC de HBO Max y en La Cagué, de Comedy Central. En 2022 protagonizó la película Mi suegra me odia, siendo este su debut en la pantalla grande. También formó parte de la séptima temporada de Me Caigo de Risa y fue uno de los protagonistas de la serie Lotería del Crimen, de TV Azteca. 
En enero del 2023 se integró a la puesta en escena Mentiras: el musical, en la edición Mentidrags interpretando el papel de Dulce, durando en la puesta hasta marzo del 2024. 

## Filmografía
| Año  | Película                                         | Personaje      | Notas                                                            |
| ---- | ------------------------------------------------ | -------------- | ---------------------------------------------------------------- |
| 2010 | Barbie: moda mágica en París                     | Spencer        | Doblaje                                                          |
| 2010 | Pokémon: Zoroark: El Maestro de Ilusiones        | —              | Intérprete en los Créditos «No hay otro mundo igual» (principal) |
| 2011 | Cars 2                                           | Voces diversas | Doblaje                                                          |
| 2011 | Phineas y Ferb: A través de la segunda dimensión | —              | Intérprete de «Todo mejora con Perry»                            |
| 2011 | Los Muppets                                      | Voces diversas | Doblaje y corista en las canciones                               |
| 2015 | Monster High: Buu York: Un Musical Monstruoso    | Seth Ptolemy   | Doblaje y corista en las canciones                               |
| 2019 | Aladdín                                          | Aladdín        | Doblaje                                                          |
| 2022 | Mi suegra me odia                                | Alonso         | Doblaje                                                          |
| 2023 | Quiero tu vida                                   | Pato           | Doblaje                                                          |
| 2023 | El sabor de la navidad                           | Darío          | Doblaje                                                          |

| Año           | Título                             | Personaje           | Notas                                                   |
| ------------- | ---------------------------------- | ------------------- | ------------------------------------------------------- |
| 2009          | Glee                               | Voces diversas      | Serie de TV (Doblaje para Latinoamérica)                |
| 2009−11       | I'm in the Band                    | Bryce Johnson       | Serie de Disney XD (Doblaje para Latinoamérica)         |
| 2010          | Zingzillas                         | Tang                | Serie animada: temporada 1 (Doblaje para Latinoamérica) |
| 2010−presente | La Banda de los Monstruos Felices  | Amarillo            | Serie animada (Doblaje para Latinoamérica)              |
| 2010−2012     | Kick Buttowski: Suburban Daredevil | Voces diversas      | Serie animada (Doblaje para Latinoamérica)              |
| 2010          | Tweenies                           | Milo                | Episodios redoblados en México (Serie animada)          |
| 2011−12       | Cuando toca la campana             | DJ                  | Rol principal                                           |
| 2011          | Buena suerte Charlie               | Kai                 | Serie de Disney Channel (Doblaje para Latinoamérica)    |
| 2011−12       | So Random!                         | Voces diversas      | Serie de Disney Channel (Doblaje para Latinoamérica)    |
| 2012-         | Lab Rats                           | Adam Davenport      | Serie de Disney Channel (Doblaje para Latinoamérica)    |
| 2013          | Violetta                           | DJ                  | Participación especial                                  |
| 2017          | Caer en tentación                  | Daniel "Dany"       | Telenovela                                              |
| 2017-2019     | Con lugar                          | Alex                | Papel principal                                         |
| 2021          | Me caigo de risa                   | Él mismo            | Miembro del reparto                                     |
| 2021          | Arlo, el chico caimán              | Arlo Beauregard     | Serie Original de Netflix (Doblaje para Latinoamérica)  |
| 2021          | Monsters at Work                   | Tylor Tuskmon       | Serie de Disney+ (Doblaje para Latinoamérica)           |
| 2022          | Las Bravas FC                      | Humberto            | Serie de HBO Max                                        |
| 2022          | Lotería del crimen                 | Jonathan Yáñez      | Serie de Azteca 7                                       |
| 2024          | Y llegaron de noche                | Pablo Alvarez Rubio | Serie de Vix                                            |

## Intérprete
- Los Guerreros del Zodiaco: El lienzo perdido Opening
- Cuando Toca La Campana
- Aladdín
- Jorge el del café
- Pokemon

"Openning" ( Temporada 12,14-23)